# John Edrich
John Hugh Edrich, MBE (* 21. Juni 1937 in Blofield, Vereinigtes Königreich; † 23. Dezember 2020 in Schottland) war ein englischer Cricketspieler, der zwischen 1963 und 1975 für die englische Nationalmannschaft spielte.

## Kindheit und Ausbildung
Aufgewachsen in Norfolk, war er Bestandteil einer Cricket-Familie. Sein Cousin Bill Edrich spielte ebenfalls für die englische Nationalmannschaft, dessen Brüder Brian, Eric und Geoff jeweils First-Class Cricket.

## Aktive Karriere

### Anfänge in der Nationalmannschaft
Nachdem er für Norfolk gespielt hatte, gab er sein First-Class-Debüt im Jahr 1956 und spielte in der Folge für Surrey. Sein Debüt in der Nationalmannschaft erfolgte in der Saison 1963 gegen die West Indies. Doch war er zunächst nicht der herausragende Spieler in der Test-Serie. Dennoch erhielt er im folgenden Winter zwei Einsätze in Indien. Im Sommer erzielte er dann gegen Australien sein erstes Century über 120 Runs aus 282 Bällen, womit er das Remis sicherstellte. Jedoch wurde er bei der folgenden Übersee-Tour nicht berücksichtigt. Im Jahr darauf gelang ihm gegen Neuseeland ein Triple-century über 310 Runs aus 450 Bällen, wobei er maßgeblich durch Ken Barrington unterstützt wurde. Dies leitete dann den Innings-Sieg ein. Bei der folgenden Tour gegen Südafrika wurde er beim Versuch sich vor einem Ball von Peter Pollock wegzuducken am Kopf getroffen und er musste verletzt ausscheiden.
Bei der Ashes Tour 1965/66 in Australien gelang ihm im zweiten Test ein Century über 109 Runs aus 286 Bällen. Auch im dritten Spiel der Serie konnte er mit 103 Runs aus 245 Bällen ein Century erzielen und so den Innings-Sieg einleiten. Mit einem Fifty über 85 Runs im letzten Test sicherte er das remis und damit das Unentschieden in der Serie. In der folgenden Tour in Neuseeland musste er den letzten Test dann mit einer Blinddarmentzündung abbrechen. Es sollte bis zur Tour in den West Indies im Februar 1968 dauern, bis er wieder herausstechen konnte. nach einem Fifty über 96 Runs im zweiten Spiel gelang ihm im dritten ein Century über 146 Runs. Im folgenden Sommer erreichte er gegen Australien im dritten (88 und 64 Runs) und vierten (62 und 65 Runs) Test je zwei Fifties, bevor ihm im fünften Spiel ein Century über 164 Runs aus 422 Bällen gelang. Mit letzterem sorgte er für den einzigen Sieg der englischen Mannschaft und damit dem Unentschieden in der Serie, wofür er als Spieler der Serie ausgezeichnet wurde.

### Feste Größe im Nationalteam
In Pakistan im Februar 1969 erreichte er ein weiteres Fifty (54 Runs). Den folgenden Sommer begann er mit zwei weiteren Fifties (58 und 79 Runs) gegen die West Indies. Gegen Neuseeland eröffnete er die Tour mit einem Century über 115 Runs aus 306 Bällen, womit er den Sieg sicherstellte. Im zweiten test gelang ihm ein weiteres Century über 155 Runs aus 330 Bällen, wobei er vor allem durch Phil Sharpe unterstützt wurde. Im abschließenden Test konnte er dann noch ein Mal ein Fifty über 68 Runs beisteuern. In der Saison 1970/71 reiste er mit dem Team nach Australien. Dort begann der die Test-Serie mit einem Fifty (79 Runs), bevor er ein Century über 115* Runs aus 332 Bällen. Beim ersten Sieg der Serie steuerte er ein weiteres Fifty über 55 Runs bei. Nach einem weiteren Fifty über 74* Runs, konnte er im sechsten Spiel erneut ein Century über 130 Runs aus 301 Bällen erreichen. Im letzten Spiel half er mit einem Fifty über 57 Runs beim zweiten Sieg der englischen Mannschaft. Auch wurde während der Tour das erste ODI überhaupt ausgetragen, wobei er nach einem Fifty über 82 Runs als Spieler des Spiels ausgezeichnet wurde.
In der Saison 1971 gelangen ihm in den ersten beiden Tests gegen Indien je ein Fifty (62 und 59 Runs). Im Jahr darauf konnte er bei der Tour gegen Australien nicht herausragen. Im Jahr darauf übernahm er von Micky Stewart die Kapitänsrolle bei Surrey. In der Saison 1974 erzielte er beim ersten Test gegen Indien wieder ein Century über 100* Runs aus 188 Bällen. Im zweiten Spiel der Serie konnte er ein Fifty (96 Runs) beisteuern, ebenso wie in der zugehörigen ODI-Serie (90 Runs). Für letzteres wurde er abermals als Spieler des Spiels ausgezeichnet. Auch in der folgenden Tour gegen Pakistan konnte er ein Fifty (70 Runs) in den Tests beisteuern. In der Saison 1974/75 wurde er gegen Australien beim vierten Test in Sydney, nachdem Mike Denness zurückgetreten war, als Kapitän eingesetzt. Er erzielte bei dem Spiel ein Fifty über 50 Runs und Dennis Lillee brach ihm mit dem Ball zwei Rippen. Im folgenden Spiel erzielte er ein weiteres Fifty über 70 Runs. Ein weiteres Fifty (64 Runs) konnte er dann in der folgenden Test-Serie gegen Neuseeland erzielen.

### Bis zum Karriereende
Bei der Tour gegen Australien in der Saison 1975 gelang ihm ein Century über 175 Runs aus 420 Bällen, bevor er in den weiteren Spielen zwei Fifties (62 und 96 Runs) erreichte. Im folgenden Sommer erreichte er gegen die West Indies ein weiteres Fifty über 76* Runs. In seinem letzten Spiel in Manchester versuchten er und Brian Close gegen die aggressiven Bowling-Attacken der West Indies die Niederlage zu vermeiden. Dies gelang ihnen auch zunächst, als sie den dritten Abend überstanden. Doch fielen ihre Wickets am Morgen des vierten Tages und England verlor das Spiel in der Folge deutlich. Nach der Tour wurde er aus dem Kader der Nationalmannschaft gestrichen. Sein letztes First-Class-Spiel folgte in der Saison 1978.

## Nach der aktiven Karriere
Nachdem er zurückgetreten war, arbeitete er als Marketing-Direktor bei einer Bank in Jersey. Er arbeitete im Jahr 1981 als Selektor der englischen Nationalmannschaft und zog daraufhin nach Kapstadt. Nachdem sein Sohn dort bei einem Autounfall verstorben war, zog er wieder zurück nach Großbritannien und ließ sich mit seiner Frau in Schottland nieder. Im Jahr 2005 erkrankte er an Leukämie, konnte sich davon jedoch erholen. In der Folge übernahm er die Präsidentschaft in Surrey.